# Anne-Lise Stern

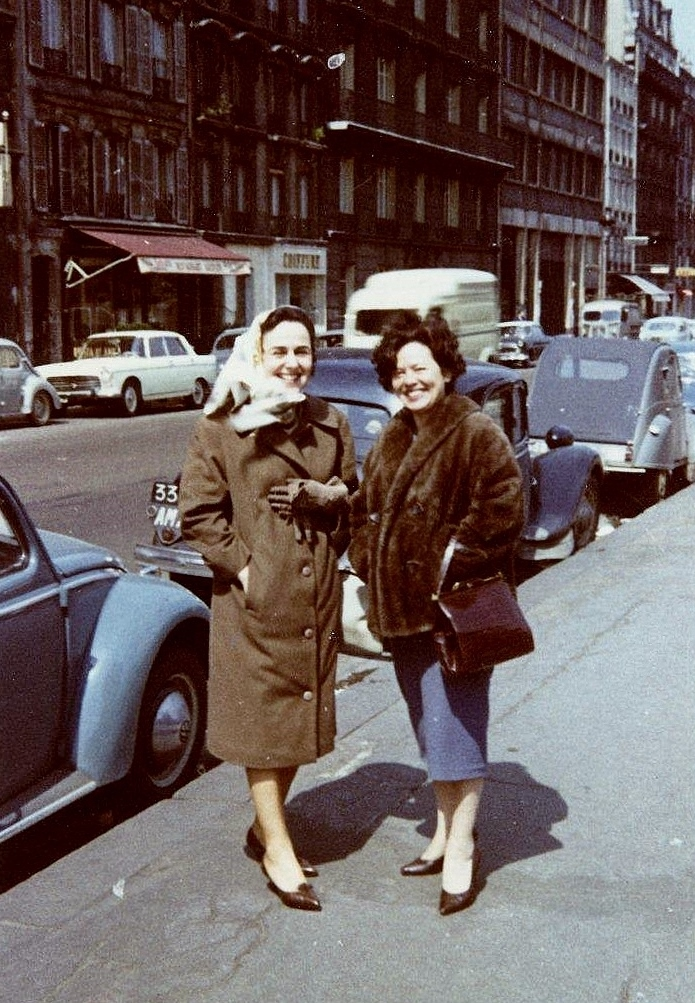
Anne-Lise Stern (links) mit einer Verwandten in Paris um 1960

Anne-Lise Stern (geboren am 16. Juli 1921 in Berlin; gestorben am 6. Mai 2013 in Paris) war eine französische Psychoanalytikerin und Überlebende des Holocaust.

## Leben

### Herkunft und Emigration nach Frankreich
Anne-Lise Stern wurde in Berlin geboren und wuchs bis zu ihrem zwölften Lebensjahr in Mannheim auf. Sie war die Tochter aus der Ehe des deutschen Arztes, freudianischen Psychiaters und Marxisten Heinrich Otto, später Henri, Stern (1893–1948) mit Käthe Anna, später Catherine, Ruben (1893–1968). Weil die Eltern Juden waren, flohen sie mit der Tochter 1933 nach Frankreich, zunächst zu Verwandten in Paris. Nach der deutschen Besetzung Frankreichs schloss sich Henri Stern der Résistance in der Region von Albi an.
1939 begann Anne-Lise Stern in Tours ein Medizinstudium; sie legte ihre Muttersprache ab und wollte Französin sein. Sie freundete sich mit der ebenfalls aus Berlin emigrierten Eva Freud (1924–1944) an, einer Enkelin von Sigmund Freud, die wie die Familie Stern in Nizza Zuflucht gefunden hatte, und der sie ihren Job als Sekretärin in einem Theater überließ. Nachdem Eva an einer nicht behandelten Blutvergiftung nach einem Schwangerschaftsabbruch gestorben war, kehrte Anne-Lise nach Paris zurück. Bei einer Polizeirazzia am 13. April 1944 wurde sie verhaftet und nach Auschwitz-Birkenau, anschließend nach Bergen-Belsen und in das KZ Theresienstadt deportiert, aus dem sie schließlich durch Soldaten der Roten Armee befreit wurde. Am 2. Juni 1945 kehrte sie nach Frankreich zurück, wo sie ihren Vater wiederfand. Nach der deutschen Kapitulation blieben die Eltern in Frankreich, sie lebten in der Gemeinde Gelos. Henri Stern arbeitete als französischer Militärarzt. Er besuchte mehrmals Konzentrationslager und schrieb einen Bericht über das Verhalten der Deportierten gegenüber ihren Peinigern. Als er an Krebs erkrankte, half ihm Anne-Lise sich mit seinem Schicksal auseinanderzusetzen. Er starb im Alter von 55 Jahren.

### Psychoanalyse bei Lacan
Nach Kriegsende studierte sie Psychologie und absolvierte eine psychoanalytische Ausbildung, zunächst bei Maurice Bouvet, dann bei Françoise Dolto, schließlich bei Jacques Lacan. Nach einem Suizidversuch war die Psychoanalyse für sie zuallererst ein Weg ihre persönliche Selbstsicherheit wiederzufinden. Bei Lacan konnte sie ihre Neurose mit dem Trauma der Deportation verknüpfen.
„Zu der Zeit war es sehr schwierig in der Analyse über die Konzentrationslager zu sprechen. [...] Lacan war der einzige, der in der Lage war, dem zuzuhören ebenso wie der deutschen Sprache. Das Resultat war, dass ich aufhörte davon zu träumen. Wenn ich Briefe, Fotos, Gegenstände, Berichte von den Deportationen oder Texte meines Vaters mitbrachte, schaute er sich alles interessiert an. [...] Ich beendete meine Analyse, als ich träumte, dass ich alle Dinge und Bücher in Lacans Büro aus dem Fenster werfe. Am Ende gab es nur noch mich selbst.“ (Anne-Lise Stern, zitiert von Élisabeth Roudinesco)

## Wirken
1953 begegnete sie der Kinderärztin Jenny Aubry, einer Pionierin der Kinderpsychoanalyse in Frankreich, und folgte ihr an die Polyclinique du Boulevard Ney, anschließend an das Hôpital des Enfants Malades in Paris, wo sie bis 1960 arbeitete. Sie widmete sich vor allem hospitalisierten, psychotischen und unheilbar kranken Kindern. Sie war überzeugt, dass es eine tiefe Verbindung gibt zwischen den Ereignissen des Holocaust und dem extremen Leiden der Kinder, die dazu geführt hatte, dass sie sich der Behandlung der schwierigsten Fälle annahm. Die Psychoanalyse, wie sie sie bei Françoise Dolto, Jacques Lacan und Jenny Aubry erfahren hatte, wurde die Leidenschaft ihres Lebens. Sie war ab 1964 Mitglied in der von Lacan gegründeten L'École freudienne de Paris bis zu ihrer Auflösung 1980.
Angeregt durch die 68er-Bewegung gründete sie 1969 mit einer Gruppe eine Behandlungseinrichtung für mittellose Patienten, das Laboratoire de psychanalyse, die sie mit der Entschädigungssumme, die ihre Mutter für den Verlust der Arztpraxis ihres Vaters vom deutschen Staat erhalten hatte, finanzierte. Von 1972 bis 1978 war sie als Psychotherapeutin in der von dem Psychoanalytiker Claude Olievenstein geleiteten Abteilung für Suchtpatienten am Pariser Marmottan-Krankenhaus tätig.
1979 begann Anne-Lise Stern als Reaktion auf das öffentliche Auftreten von Holocaust-Leugnern in Frankreich, Seminare mit dem Titel Camps, histoire, psychanalyse - leur nouage dans l’actualité européenne (deutsch: Lager, Geschichte, Psychoanalyse – ihr Verknüpftsein im europäischen Zeitgeschehen) zu halten, in denen sie Zeitdokumente auf ihren Bezug zum Holocaust untersuchte. Sie fanden ab 1992 über viele Jahre in der École des Hautes Études Sciences Sociales in Paris statt.
2004 erschien Anne-Lise Sterns Buch Le savoir-déporté, das neben ihren psychoanalytischen Aufsätzen aus den Jahren 1963 bis 2003 einen Bericht über ihre Erfahrungen im Konzentrationslager enthält. Nach ihrer Rückkehr 1945 nach Frankreich hatte Anne-Lise Stern im Haus ihrer Familie begonnen eine Serie von Texten über die Deportation zu schreiben: den Transport im Viehwagon, das tägliche Leben in den Lagern, die Trennung von denen, die in die Gaskammern geschickt wurden. Sie nimmt in den Texten zu nichts Stellung und gibt keine Erklärungen. In einem anderen Kapitel beschreibt sie Vorkriegsszenen, ihr Studium in Tours und die wichtigsten Begegnungen vor und nach der Deportation.
Das Buch lässt die Leser teilhaben, wie Anne-Lise Stern ihre Erfahrung der Deportation in eine „zweite Geburt“ transformierte, aus deren Perspektive sie die Psychoanalyse praktizierte. Die Geschichte des Holocaust betrachtete sie als eine psychische Realität und nicht als die „große Geschichte“ wie sie Historiker erzählen.

„Kann man Psychoanalytiker sein, nachdem man nach Auschwitz deportiert wurde? Die Antwort ist nein. Kann man heute Psychoanalytiker sein ohne dies? Die Antwort ist wieder nein. Zu beleuchten, wie sich diese beiden Unmöglichkeiten zueinander verhalten und das wiederum zu berichten, scheint mir ein guter Weg zu sein, um die Frage zu beantworten: Welche Psychoanalyse nach der Shoah?“

## Schriften
- Le savoir-déporté. Camps, histoire, psychanalyse, herausgegeben von Nadine Fresco und Martine Leibovici, Edition Seuil (Collection Librairie du XXIe siecle), Paris 2004, ISBN 2-02-066252-3.
  - Früher mal ein deutsches Kind. Auschwitz, Geschichte, Psychoanalyse, aus dem Französischen von Ellen Reinke. Psychosozial Verlag, Gießen 2020, ISBN 978-3-8379-2874-7.
- Ei Warum, Ei Darum: O Why. In: Stuart Liebman (Hrsg.): Claude Lanzmann’s Shoah: Key Essays. Oxford University Press, 2007, ISBN 978-0-19-518864-6, S. 95ff. (englisch)
- Mending' Auschwitz, Through Psychoanalysis? In: Strategies. A Journal of Theory, Culture & Politics. Nr. 8, 1995/1996, S. 41–52.
- Point de suture (über den Film La vie est belle von R. Benigni). Carnets de l’Ecole de psychanalyse Sigmund Freud Nr. 21/22, 1999
- Sois déportée... et témoigne! Psychanalyser, témoigner: double bind? In: La Shoah: témoignage savoirs, oeuvres. herausgegeben von Annette Wieviorka und Claude Mouchard, Cercil Press Universitaires de Vincennes, Orléans 1999, ISBN 2-84292-052-X.